# FIFA足球95
《FIFA足球95》是一款由EA加拿大的Extended Play Productions公司制作、艺电发行的体育类游戏。游戏于1994年11月10日在Mega Drive/Genesis上发行。
本游戏是一个足球类游戏。
尽管《GamePro》对游戏相比前作具有较少唱诵感到失望，但是同意游戏是个非常好的更新。